# Ferenczy Gyula (zeneszerző)
Ferenczy Gyula (Kolozsvár, 1891. április 12. – Budapest, 1962. február 13.) magyar zeneszerző, színművész, rendező. Ferenczy György és Ferenczy Zsizsi testvére.

## Életútja
Ferenczy Gyula és Reich Terézia fiaként született. Középiskoláit szülővárosában végezte, egyetemi tanulmányait ugyanitt, Bécsben és Párizsban folytatta. A zeneirodalomban könnyűzenére szerzett dalaival ért el sikert, Intermezzo c. balettjével a zürichi Duncan Theaterben mutatkozott be. Erdélybe hazatérve 1926-ban megalakította az állandó lakhelyhez nem kötött székelyföldi színtársulatot, játékrendjén Goldoni, Molière és Gorkij is szerepelt. Színháza előfutára volt annak a kék madár kísérletnek, mely az 1930-as évek derekán a székely népköltészet remekeit dramatizálva külön játszóstílust kívánt megteremteni.
Népszerűek voltak feleségével, Szász Ilával (1887–1960) közösen rendezett előadóestjei, ilyenkor a színésznő-feleség férje szerzeményeit adta elő. Nyomtatásban maradt ránk egy darabja: Tudjátok-e, mi az, szeretőnek lenni? (Sepsiszentgyörgy, 1927). Az 1930-as években Tordán próbálta megvalósítani népszerű művelődési programját, melynek során munkás-előadásokat szervezett. 1936-ban színre vitte Pálfi Miklós helyi szerző Balázs Ferencről írt Útépítők című társadalmi színművét. Élete hátralévő szakaszában színész, a Jászai Mari Színészotthonban halt meg.